# Єртіс-ормани
Державний лісовий природний резерват «Єртіс-ормани» (каз. Єртіс орманы» мемлекеттік орман табиғи резерваты) розташований у Щербактинському і Лебяжинському районах Павлодарської області.
Створено постановою Уряду Республіки Казахстан № 75 «Про реорганізацію окремих державних установ Комітету лісового та мисливського господарства Міністерства сільського господарства Республіки Казахстан» від 22 січня 2003 року з метою збереження та відновлення унікальних стрічкових борів Прііртишшя. Перебуває у віданні Комітет лісового господарства та тваринного світу Міністерства сільського господарства Республіки Казахстан.

## Місцезнаходження та кордони
Протяжність території ДЛПР із півночі на південь 133 км, із заходу на схід 130 км.
Площа резервату «Єртіс Ормана» 277 961 га, з них:
- на території Щербактинського району — 117 816 га;
- на території Лебяжинського району — 160 145 га.

## Клімат
ДЛПР розташований у підзоні сухого степу, що характеризується різко континентальним кліматом зі спекотним сухим літом, суворою малосніжною зимою, великими амплітудними коливаннями температур. До несприятливих особливостей клімату району розташування ДЛПР, що створює екстремальні умови для зростання деревної рослинності слід віднести пізні весняні та ранні осінні заморозки, посухи, сильні вітри, які часто переходять у курні бурі. Абсолютний максимум температури повітря спостерігається в липні і сягає +41 °C, абсолютний мінімум дорівнює -49 °C. Тривалість безморозного періоду за спостереженнями метеостанції становить 117 днів. Відносна вологість повітря в холодну пору року значно вища, ніж улітку.

## Гідрологія
Характерною особливістю гідрологічних умов району розташування резервату є відсутність рік, річок, струмків, джерел.
На території ДЛПР є невелика кількість дрібних солоних озер із низькими берегами, частина з яких у посушливі роки пересихають, перетворюючись на сори та солончаки, а також кілька штучних водойм та свердловин, які використовуються як джерела води для технічних потреб, гасіння лісових пожеж, водопою для диких тварин.

## Флора і фауна

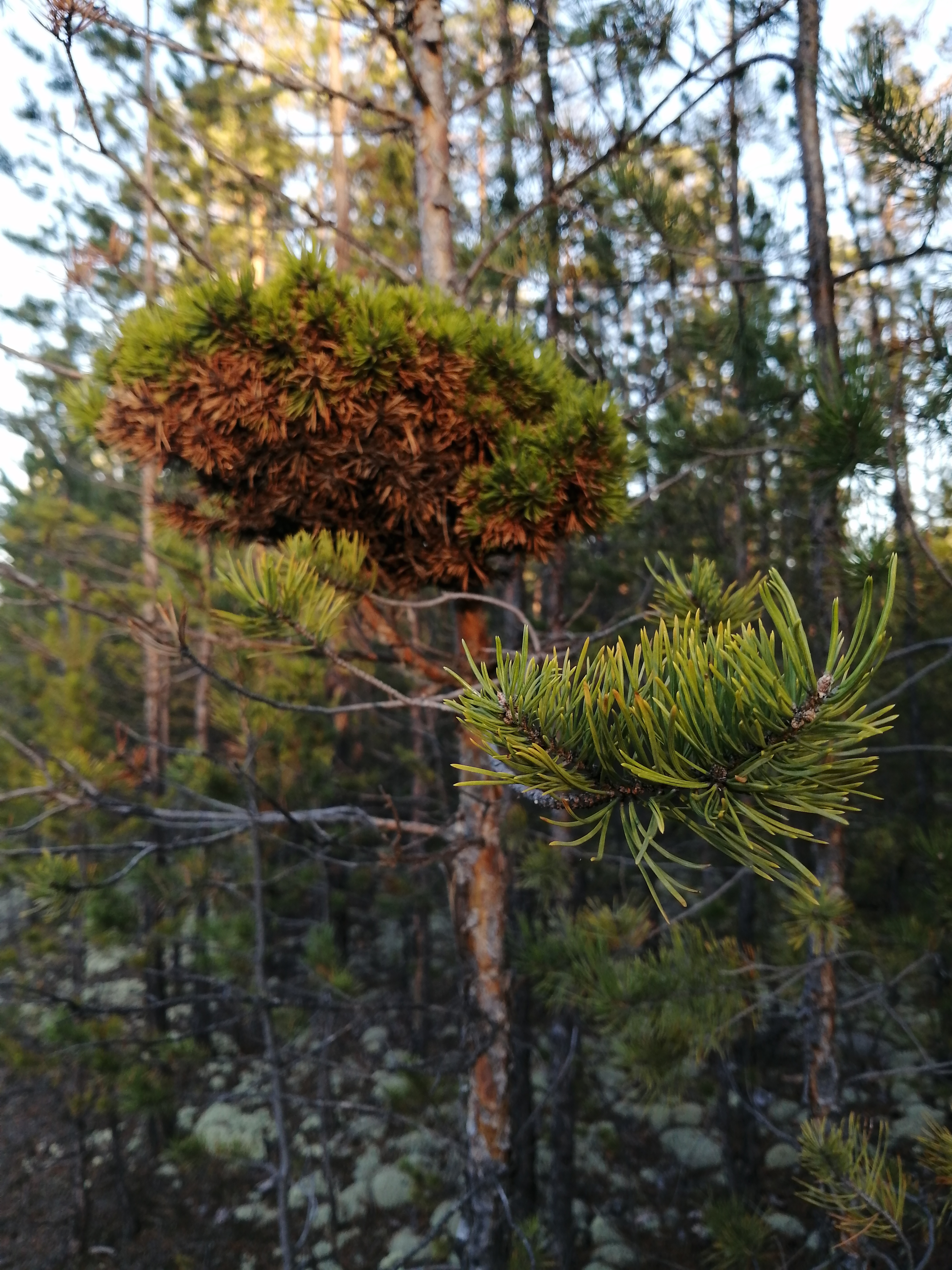
Мох на сосновій гілці у резерваті

Стрічкові бори виростають на піщаних ґрунтах. У рослинному покриві панує ковилово-типчакова формація: ковила Іоанна, типчак, тонконіг сизий, осока лежача, полин польовий тощо.
Покриті лісом — 148,3 тис. га (65 % від лісових угідь), із яких 28,4 тис. га — лісові культури. Лісові культури, що не зіткнулися, займають незначну площу — 2,1 тис. га (1 % від площі лісових угідь) і представлені посадками сосни.
Основними лісотвірними породами є: сосна — 140,7 тис. га (94,9 % від укритих лісом угідь), осика — 4,7 тис. га (3,2 %), берези — 1,1 тис. га (0, 7 %).
Тваринний світ стрічкових борів досить різноманітний. Мешкають до 40 видів ссавців, 200 видів птахів. У борах поширені лось, сарна, лисиця, корсак, заєць-біляк і заєць-русак, степовий бабак, вовк, рись, вивірка, тхір, тушканчики тощо.